# Scunthorpe United
Scunthorpe United Fotbal Club este o echipă de fotbal din Scunthorpe, North Lincolnshire, care evoluează în Football League Two, a patra ligă de fotbal din Anglia, dar din sezonul 2022-23 va juca în National League după retrogradarea deja înregistrată în actualul sezon.

## Istoria clubului
Clubul a fost fondat în anul 1899 și a devenit profesionist în 1912 când s-a alăturat Midland League. A devenit campioană în Midland League în sezoanele 1926–27 și 1938–39. În 1950, a fost aleasă ca una dintre participantele din Football League. A devenit campioană în Third Division North în sezonul 1957–58 și a promovat în Second Division unde a petrecut șase sezoane. Ulterior, a suferit două retrogradări, ajungând în divizia a patra în 1968. A petrecut 34 dintre următoarele 37 de sezoane în cel mai jos eșalon al fotbalului profesionist, înregistrând trei promovări în divizia a treia, unde a petrecut câte un singur sezon: 1971–72, 1982–83 and 1998–99. Brian Laws a condus echipa spre promovare din League Two la finalul sezonului 2004–05. Succesorul său, Nigel Adkins, a dus echipa spre titlul din League One în sezonul 2006–07. Scunthorpe a petrecut un singur sezon în Championship. A urmat o nouă promovare în Championship, în 2009, în urma playoff-ului din League One. Au rămas două sezoane în Championship, venind ulterior două retrogradări succesive, anul 2013 găsind echipa în al patrulea eșalon. O nouă promovare în sezonul 2013–14 in League One a fost urmată de altă retrogradare, în League Two în 2019.

## Transferuri
Cele mai mari sume plătite
1. Rob Jones - £700, 000 la Hibernian
2. Martin Paterson - £425,000 la Stoke City
3. Kevan Hurst - £200,000 la Sheffield United
4. Steve Torpey - £175,000 la Bristol City
5. David Mirfin - £125,000-£175,000 la Huddersfield Town
6. Martyn Woolford - £125,000 la York City
7. Billy Sharp - £100,000 la Sheffield United

Cele mai mari sume primite
1. Billy Sharp - £2,000,000 de la Sheffield United
2. Martin Paterson - £1,000,000 de la  Burnley, va crește cu £300,000 depinde de performanțe
3. Andy Keogh - £800,000 de la  Wolverhampton Wanderers
4. Neil Cox - £400,000 de la  to Aston Villa
5. Chris Hope - £250,000 de la  Gillingham
6. Richard Hall - £250,000 de la  Southampton